# 高ボッチ高原観光草競馬大会

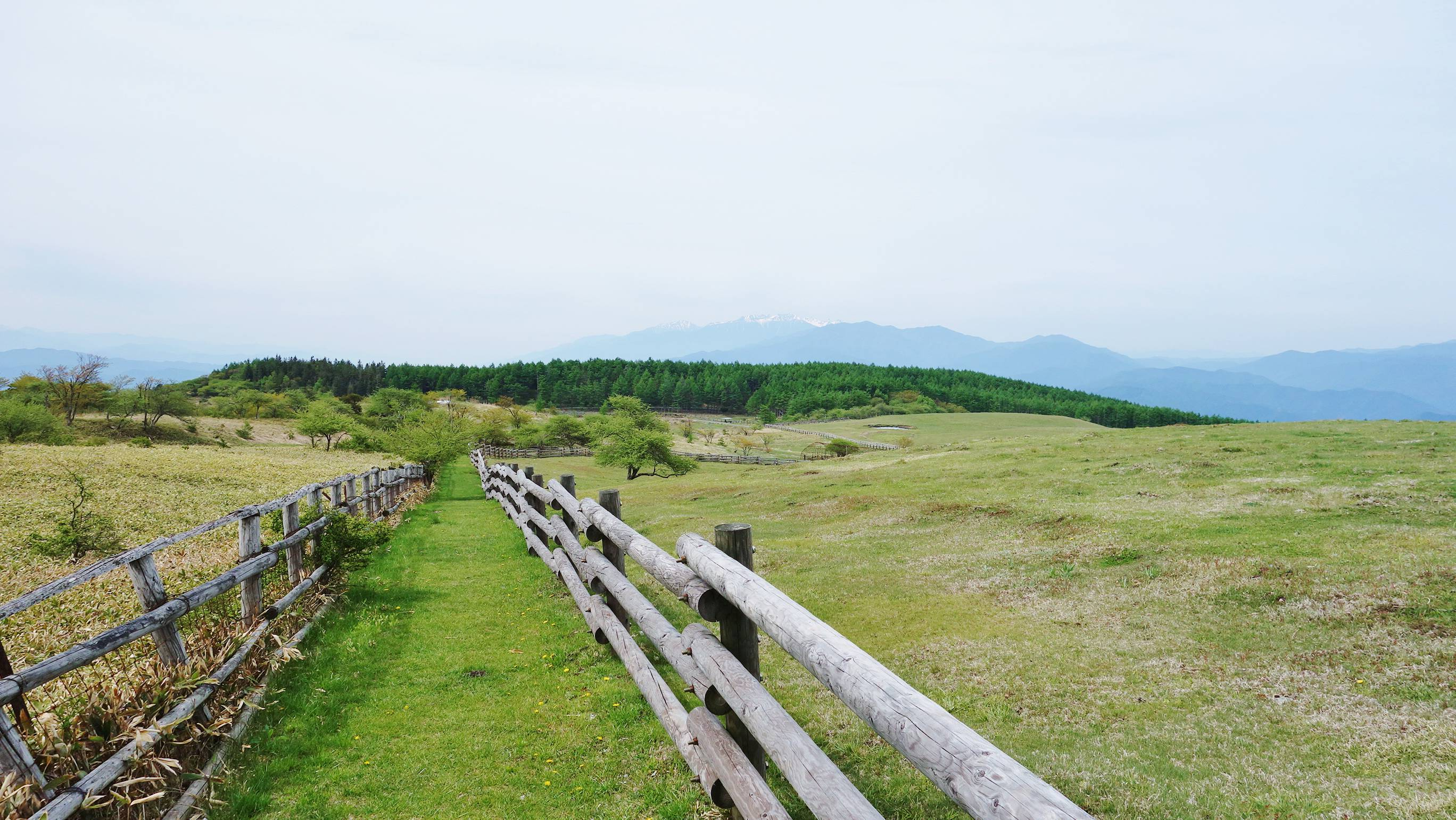
高ボッチ高原

高ボッチ高原観光草競馬大会（たかボッチこうげんかんこうくさけいばたいかい）は、かつて長野県塩尻市・高ボッチ高原で毎年7月か8月に行われていた草競馬の競技会である。1953年に創設された。

## 概要
高ボッチ高原は標高1600mに位置し、日本一標高の高い競馬場とされており、玄蕃まつりと並ぶ、塩尻市における夏のビッグイベントとして高く評価されている。同大会は、全国各地からポニー馬や競走馬が延べ80頭以上参戦しており、その中にはジョッキーベイビーズ（全国ポニー競馬選手権大会）の北信越地区代表を決定する長野大会も含まれるほか、馬車・乗馬試乗会なども行われている。
なお、2020年・2021年は新型コロナウィルスの蔓延による日本政府の緊急事態宣言、ないしは蔓延防止重点処置などの発動による感染防止対策として、2022年・2023年は新型コロナウイルスに加え、2021年夏に発生した集中豪雨被害で交通アクセスの一部不通があるためという理由でいずれも中止となっており、その後も、出走予定のポニーなどの確保が難しいとして、2024年6月の塩尻市議会定例会において、今後も再開をしないことが決議され、事実上2019年度の大会で廃止された。
ジョッキーベイビーズの長野大会は中止され、代表も選出されなかった。2020年度は予選会開催前の段階で中止が決定、2021年度は欠員補充なし、2022年度・2023年度は関東地区大会を2名に増枠（通常は優勝者のみの所を2位も対象）する形をとった。
2025年からは、後継のイベントとして、野外音楽フェスティバル「高ボッチFES」が開催される。